# Notothylas breutelii
Notothylas breutelii är en bladmossart som först beskrevs av Carl Moritz Gottsche, och fick sitt nu gällande namn av Carl Moritz Gottsche. Notothylas breutelii ingår i släktet Notothylas och familjen Notothyladaceae. Inga underarter finns listade i Catalogue of Life.